# 다마가와역 (오사카부)
다마가와역(일본어: 玉川駅, たまがわえき)은 일본 오사카부 오사카시 후쿠시마구에 있는 오사카 시영 지하철의 철도역이다.

## 개요 및 역 구조
상대식 2면 2선의 승강장이 있는 지하역이다. 개찰구는 한 군데에만 있다.

### 승강장
| 1 | ■ 센니치마에 선 | 난바 · 쓰루하시 · 미나미타쓰미 방면 |
| 2 | ■ 센니치마에 선 | 노다한신 방면                       |

## 역세권 정보
- 노다 역
- 노다 성(城)

## 역사
- 1969년 4월 16일: 영업 개시.

## 인접역
| ■ 오사카 메트로 센니치마에선 | ■ 오사카 메트로 센니치마에선  | ■ 오사카 메트로 센니치마에선 |
| ---------------------------- | ----------------------------- | ---------------------------- |
| S11 노다한신 노다한신 방면   | ■ 오사카 지하철 센니치마에 선 | S13 아와자 미나미타쓰미 방면 |